# Black Phone 2
Série
Black Phone
(2021)
Pour plus de détails, voir Fiche technique et Distribution.
Black Phone 2 est un film d'horreur américain réalisé par Scott Derrickson et dont la sortie est prévue en 2025. Il s'agit de la suite de Black Phone, du même réalisateur, sorti 2021 et adapté de la nouvelle Le Téléphone noir de Joe Hill.

## Fiche technique
Sauf indication contraire, les informations mentionnées dans cette section peuvent être confirmées par les bases de données cinématographiques IMDb et Allociné,  présentes dans la section « Liens externes ».
- Titre original : Black Phone 2
- Réalisation : Scott Derrickson
- Scénario : Scott Derrickson et C. Robert Cargill, d'après  la nouvelle Le Téléphone noir de Joe Hill
- Musique : Atticus Derrickson
- Décors : Patti Podesta
- Costumes : Amy Andrews
- Photographie : Pär M. Ekberg
- Montage : Patti Podesta
- Production : Jason Blum, Scott Derrickson et C. Robert Cargill

Producteurs délégués : Daniel Bekerman, Jason Blumenfeld, Adam Hendricks, Joe Hill, Maggie Levin et Ryan Turek
- Sociétés de production : Blumhouse Productions et Crooked Highway
- Société de distribution : Universal Pictures
- Budget : N/A
- Pays de production :  États-Unis
- Langue originale : anglais
- Format : couleur
- Genre : horreur, thriller, fantastique
- Dates de sortie[1] : Dates sujettes à modification
  - France : 15 octobre 2025
  - États-Unis : 17 octobre 2025

## Distribution
- Mason Thames : Finney
- Madeleine McGraw : Gwen
- Ethan Hawke : le Faucheur / l'Attrapeur (The Grabber en VO)
- Jeremy Davies : Terrence
- Miguel Mora : Robin
- Demián Bichir
- Arianna Rivas
- Anna Lore

## Production

### Genèse et développement
En juin 2022, le réalisateur Scott Derrickson déclare que, même si Joe Hill était protecteur envers son histoire, l'auteur lui avait pitché une « merveilleuse idée » pour une suite qu'il était prêt à réaliser si le premier film était un succès. En août 2022, ils confirment qu'il y a des discussions avec le studio pour développer une suite. Scott Derrickson explique que le succès financier du premier film comme l'un des catalyseurs du développement de ce projet. L'auteur Joe Hill explique quant à lui son inspiration pour écrire cette suite était basée sur « l'imagerie emblématique » des masques du Faucheur.
En novembre 2023, il est confirmé qu'Ethan Hawke, Mason Thames, Madeleine McGraw, Jeremy Davies et Miguel Cazarez Mora sont reprendre leurs rôles du premier film. Le script est écrit par Scott Derrickson et C. Robert Cargill (en) ; le duo participe également à la production du long métrage. En décembre 2023, Scott Derrickson confirme par ailleurs son retour comme réalisateur. En septembre 2024, Demián Bichir rejoint lui aussi la distribution . En décembre, c'est au tour d'Arianna Rivas d'être annoncée.

### Tournage
Le tournage débute à Toronto en novembre 2024, sous le titre de travail Mysterium,.
Les prises de vues s'achèvent le 23 janvier 2025,.

## Sortie et accueil
Initialement prévue pour le 27 juin 2025, la sortie américaine est prévue pour le 17 octobre 2025.